# Sapporo
Sapporo (Japans: 札幌市,Sapporo-shi) is de hoofdstad van de Japanse prefectuur Hokkaido en van de subprefectuur Ishikari. Op 31 maart 2018 had de stad bijna 2 miljoen inwoners. De bevolkingsdichtheid bedroeg 1740 inw./km². De oppervlakte van de stad is 1121,26 km². De stad werd gesticht in 1869. De naam komt uit de taal van de Aino, de oorspronkelijke bewoners van Hokkaido, en betekent 'groot droog land', of 'belangrijke rivier die door de vlakte stroomt'. Op 1 april 1972 werd Sapporo een decretaal gedesigneerde stad.
Jaarlijks vindt hier in februari in het Odori Park het door miljoenen bezochte sneeuwfestival plaats, bekend dankzij de enorme gebouwen die van ijs en sneeuw worden opgetrokken.
Er komen houtproducten en het bekende Sapporo-bier vandaan.

## Wijken

De wijken van Sapporo

Sapporo heeft 10 wijken (ku):
| - Atsubetsu-ku - Chuo-ku - Higashi-ku - Kita-ku - Kiyota-ku | - Minami-ku - Nishi-ku - Shiroishi-ku - Teine-ku - Toyohira-ku |

## Verkeer en vervoer
- Met het vliegtuig - Luchthaven Nieuw-Chitose verzorgt binnenlandse- en buitenlandse lijndiensten voor de regio.
- Met de trein - het station Sapporo is het belangrijkste vervoersknooppunt in de stad en tevens een spoorwegknooppunt van Hokkaido. Het station is verbonden met de metro van Sapporo en is gelegen aan de volgende spoorlijnen:
  - Hakodate-hoofdlijn
  - Chitose-lijn
  - Sassho-lijn
  - Hokkaido Shinkansen (toekomst)

Deze spoorlijnen zijn van de Hokkaido Railway Company.
- Met de metro en tram - Sapporo kreeg in 1971 als vierde stad van het land een metro. Op de drie lijnen van de metro rijden bandenmetro's. In het centrum wordt ook een tramlijn geëxploiteerd door het stadsvervoersbedrijf.
- Met de auto - Sapporo ligt aan de Dōō-snelweg, de Sasson-snelweg en aan de autowegen 5, 12, 36, 230 231, 274, 275, 337 en 453.

## Sport
In 1940 zouden de Olympische Winterspelen gehouden worden in Sapporo maar door de Tweede Wereldoorlog werden deze afgelast. De Olympische Winterspelen 1972 werden alsnog hier gehouden. Sapporo was ook kandidaat voor de Winterspelen van 2014, maar trok zich in 2006 terug, 'wegens een gebrek aan financiële middelen', aldus burgemeester Fumio Ueda.
In Sapporo werden ook de Aziatische Winterspelen 1986 en de Aziatische Winterspelen 1990 gehouden. Ook de Aziatische Winterspelen 2017 vonden in en rond de stad plaats.
Ook wordt er elk jaar een wereldbeker Skispringen gehouden op de skischans.
Vanaf 1987 wordt jaarlijks de Marathon van Hokkaido gehouden met start en aankomst in het Odori Park. Ook tijdens de Olympische Zomerspelen van 2020 (vanwege de coronapandemie gehouden in 2021) werden de marathons gehouden in Sapporo. Deze werden gelopen op het parcours van de Marathon van Hokkaido.
Sapporo was met het Sapporo Dome speelstad bij het WK voetbal 2002. Dit stadion werd eveneens gebruikt voor het WK rugby 2019. Voetbalclub Hokkaido Consadole Sapporo geldt als de succesvolste voetbalclub van de stad.

## Universiteit
- Hokkaido University (北海道大学)
- Hokkaido University of Education (北海道教育大学)
- Sapporo Medical University (札幌医科大学)
- Sapporo City University (札幌市立大学)

## Geboren
- Chuhei Nambu (1904-1997), atleet en olympisch kampioen
- Shigeru Oda (1924), oceaanrechtgeleerde en rechter
- Satoru Iwata (1959-2015), voormalig president van Nintendo
- Satoshi Kon (1963-2010), filmregisseur en mangaka